# 崇道天皇社
崇道天皇社（すどうてんのうしゃ）は、奈良県奈良市西紀寺町にある神社。旧社格は村社、神饌幣帛料供進社。
紀寺天王とも呼ばれ、かつては璉珹寺（紀寺）の鎮守として祀られた。同寺東北に鎮座。薬師堂町の御霊神社とともに南都二大御霊社とされる。

## 歴史
平城天皇の大同元年（806年）の草創と伝わる。
五條市の藤井家に蔵される長禄2年（1458年）の「霊安寺御霊大明神略縁起私記」によると、『又奈良ノ南里ノ紀寺ノ天王ト申スモ、崇道天皇ニテマシマスナリ』とあり、怨霊を鎮めるために祀った御霊神社の一つである。南都八所御霊の一座として御霊会が行われる。
「大乗院寺社雑事記」の応仁2年（1468年）10月15日の条には、春日大社の末社であり本地は弥勒菩薩であると記されている。

## 境内
国重要文化財である本殿は、桃山時代創建と推定される春日若宮本殿を、元和9年（1623年）に移建したものである。現在は南面するが、1875年（明治8年）までは鳥居、表門をくぐると真正面の向き、すなわち西向きであった。
境内社は祓戸社・天満宮・稲荷社の3社で、神社明細帳（明治24年）によると、春日社も他の二社とともに独立してまつられていたが、現在は祓戸社と相殿になっている。
神楽殿は安政2年（1855年）の再興で、斎館は1940年（昭和15年）の竣工。神輿庫には享保2年（1717年）ごろ修理された古い神輿があり、秋祭礼に用いられる。
この他、1520平方メートルほどの広い境内には、春日見の腰掛石やあちこちに巨木が残っている。

## 祭神
祭神の早良親王は、天応元年（781年）皇太子となったが、藤原種継暗殺に連座した疑いを受け延暦4年（785年）に廃嫡された。淡路国に配流の途上、49歳で薨去。淡路国にて葬られたが、怨霊を鎮めるために崇道天皇の諡号を追贈し、御骨は大和国八島陵に改葬し、また本社の祭神として祀ったとされる。

### 境内社
- 祓戸社
  - 瀬織津比売神
  - 気吸戸主神
  - 速開都比売神
  - 速佐須良比売神

- 天満宮
  - 菅原道真公

- 稲荷社
  - 宇賀御魂神

## 文化財

### 重要文化財（国指定）
- 本殿

### その他の文化財
- 寺宝として猿田彦面・猩々面・獅子頭面などが伝わる[4]。